# Friedrich von Gerstein-Hohenstein
Pour les articles homonymes, voir Gerstein.
Friedrich Georg von Gerstein-Hohenstein (né le 7 mai 1814 à Hannoversch Münden et mort le 28 juin 1891 à Wiesbaden) est un lieutenant-général prussien et commandant d'Altona et chevalier d'honneur de l'ordre de Saint-Jean.

## Biographie

### Origine
Ses parents sont Ernst Ludwig von Gerstein-Hohenstein (1775-1826) et sa femme Marianne, née Abel (1785-1827). Son père est un ancien capitaine de la King's German Legion.

### Carrière militaire
Après avoir le lycée à Hildesheim, Gerstein s'engage le 21 mars 1831 dans le 6e régiment d'infanterie de l'armée prussienne et est promu sous-lieutenant à la mi-mars 1833. Incorporé le 12 mars 1834 hors budget, il est transféré le 30 mars 1836 dans le 13e régiment d'infanterie. De 1836 à 1839, il suit une formation complémentaire à l'école générale de Guerre, est commandé le 2 mai 1844 comme adjudant de la 14e brigade d'infanterie et, le 27 mars 1847, transféré au 16e régiment d'infanterie en conservant sa position de premier-lieutenant. Le 19 septembre 1850, il rejoint le quartier général de la forteresse de Mayence en tant qu'adjudant, et le 28 décembre 1850, il est promu capitaine à l'adjudanture. En 1853, il reçoit l'ordre de la Couronne de fer de 3e classe . Le 18 juin 1853, Gerstein rejoint le 29e régiment d'infanterie en tant que commandant de compagnie et reçoit l'année suivante la croix de chevalier de l'ordre de Philippe le Magnanime avec épées. Le 26 juillet 1857, il est promu major par brevet du 6 juillet 1857 et transféré en même temps à l'état-major de la 15e division d'infanterie. Le 25 juillet 1857, il est nommé à l'état-major de la 14e division d'infanterie. Le 8 mai 1860, il est muté comme chef de bataillon dans le 28e régiment d'infanterie combiné et arrive le 23 mai 1860 à Siegburg comme commandant du 3e bataillon dans le 68e régiment d'infanterie (de). En cette qualité, Gerstein est promu lieutenant-colonel le 18 octobre 1862, puis transféré le 19 janvier 1863 au 28e régiment d'infanterie en tant que chef de bataillon et promu colonel le 17 mars 1863
Lors de la mobilisation à l'occasion de la guerre austro-prussienne, Gerstein est commandant de la 31e brigade d'infanterie, qui forme l'avant-garde de l'armée de l'Elbe et participe aux batailles d'Hühnerwasser et Münchengrätz. Après la fin de la guerre, il est nommé le 17 septembre 1866 commandant de la 31e brigade d'infanterie avec position à la suite du 28e régiment d'infanterie  pour la paix, promu trois jours plus tard au grade de major général et décoré de l'ordre de la Couronne de 2e classe avec étoiles et épées. Il devient ensuite commandant d'Altona et des troupes en garnison à Hambourg le 22 mars 1868,. Pendant la guerre contre la France, il est promu lieutenant-général le 18 janvier 1871 et à la mi-janvier 1872, à l'occasion de la fête de l'ordre, il reçoit l'étoile de l'ordre de l'Aigle rouge de 2e classe avec feuilles de chêne. Pour des raisons de santé, il est mis à la retraite le 8 octobre 1872, accompagné de remerciements particuliers pour ses longs et loyaux services. Il décède le 28 juin 1891 à Wiesbaden.

### Famille
Gerstein se marie le 9 août 1841 à Wesel avec Lucy Mary Oakes (1805-1875), fille de Thomas Oakes et Maria Lucy Gahagan.

## Château de Gerstein
En 1880, Gerstein acquit ce qui est alors les ruines du château de Gernstein (de) dans le Tyrol du Sud - probablement en raison du fait qu'elles portent le même nom - et le fait reconstruire dans le style néo-roman historiciste.